# San Lorenzo (Paraguai)
San Lorenzo é uma cidade do Paraguai, localizada no Departamento Central. É chamada de "Cidade Universitária", porque dentro dos limites do município fica a sede e o campus da Universidade Nacional de Assunção, razão pela qual o tráfego rodoviário é muito constante devido à presença de estudantes de outras cidades. 

## História
A cidade emergiu de antigas instalações jesuítas construídas no século XVII que englobava o grande espaço chamado "Ñu Guazú" ou Campo Grande. após o fim do missão, se estabeleceram no local trabalhadores, formando um assentamento disperso, conhecido como “Villa”.
No mesmo local em que o oratório de Nossa Senhora da Assunção se localiza atualmente, foi localizada a capela ou igreja construída pelos jesuítas. Com o tempo, esse prédio deteriorou-se até desmoronar; o local ficou com a denominação de "Capilla cue" (expressão guarani que indica o local onde havia uma capela).
Após a expulsão dos jesuítas do país, que ocorreu em março de 1767, as tropas do governador capitão Agustín Fernando de Pinedo tomaram as terras, criando uma aldeia fixa, oficializada em agosto de 1775. Por ordem do governo da Província do Paraguai (a época pertencente ao Vice-reino do Rio da Prata), uma fábrica de tabaco preto foi instalada em 1779, sob a direção de técnicos portugueses e agentes indianos trazidos de Yaguarón.

## Geografia
A cidade de San Lorenzo está localizada no Departamento Central, a 9 km da capital Assunção. Faz parte do conglomerado urbano chamado Área Metropolitana de Assunção ou Grande Assunção. Faz limite com os seguintes municípios: ao norte com Luque, ao sul com Ñemby, ao leste com Capiatá e ao oeste com Fernando de la Mora.

### Clima
De acordo com a classificação climática de Köppen, San Lorenzo possui um clima subtropical úmido (Cfa), com verão quente e abafado, outono e primavera quentes e inverno relativamente ameno. A temperatura média anual é de 23°C. O mês mais frio é julho e o mais quente é janeiro. As chuvas são comuns em grande parte do ano, apenas junho e julho são semi-secos, enquanto os outros meses são chuvosos.

## Transporte
O município de San Lorenzo é servido pelas seguintes rodovias
- Caminho em pavimento ligando a cidade ao município de Villa Elisa
- Caminho em pavimento ligando a cidade de San Antonio ao município de Luque
- Ruta 01, que liga a cidade de Assunção ao município de Encarnación (Departamento de Itapúa).
- Ruta 02, que liga o município de Coronel Oviedo (Departamento de Caaguazú) a Assunção[2][3][4]